# شريط لاصق جراحي

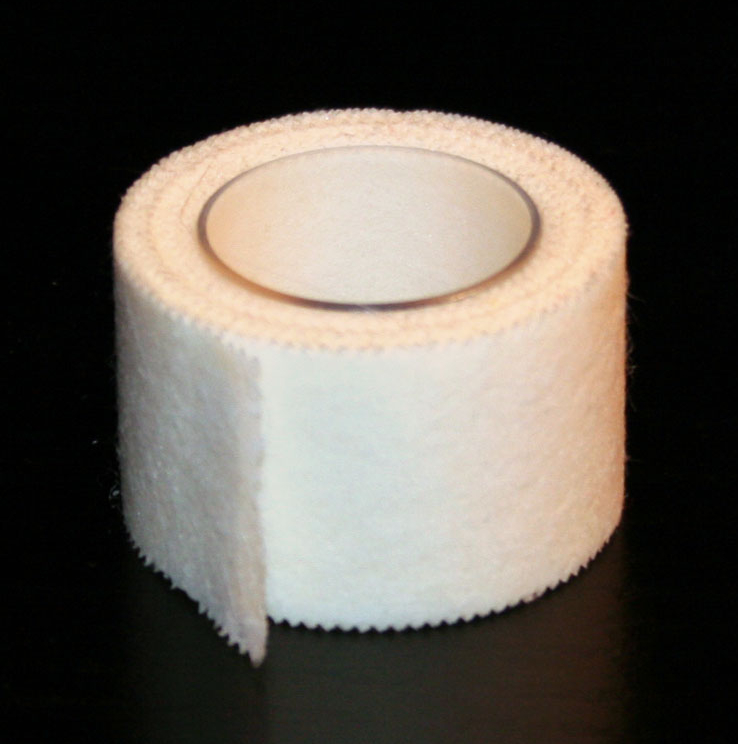
الشريط الجراحي ألبوبور (Albupore) مشابه للشريط الجراحي ميكروبور.

الشريط اللاصق الجراحي (يعرف أيضًا باسم الشريط الطبي) هو أحد أشكال الشريط اللاصق الحساس للضغط يستخدم في الطب والإسعاف الأولي كـ ضمادة لتثبيت العصابة على الجرح. ويوجد في ذلك الشريط عمومًا لاصق ضعيف التأريخ ويكون مساميًا بحيث يسمح للهواء بالوصول إلى البشرة. وعادة ما تُصنع الأشرطة المسامية مثل الشريط الحركي وغيرها من الضمادات المرنة من القطن. وغالبًا ما يكون الشريط اللاصق الجراحي أبيض اللون فهو يحتوي على أكسيد الزنك الذي يضاف إلى الشريط للمساعدة في الوقاية من العدوى. كما يشيع استخدام الشريط اللاصق كمقبض في بعض الألعاب الرياضية مثل التنس والهوكي واللكروس نظرًا لأن نسيج الشريط خشن ويخلف آثارًا ضئيلة جدًا عند إزالته أو استبداله.
ومن أبرز الأمثلة على الشريط اللاصق الجراحي الشريط ميكروبور (Micropore)، من إنتاج شركة ثري إم (3M).